# Holloway (Minnesota)
Pour les articles homonymes, voir Holloway.
Holloway est une ville américaine située dans le Comté de Swift, dans le Minnesota. Selon le recensement de 2010, sa population est de 92 habitants.